# Perzische keuken
De Perzische keuken is een diverse keuken waarbij elke regio in Iran zijn eigen specialiteiten heeft. De keuken heeft overeenkomsten met de keuken van het Midden-Oosten. 
Bekende gerechten zijn onder andere chelo kabab, khoresht (een stoofpot met Perzische rijst), aash (een dikke soep), kookoo (omelet met groente), plov (witte rijst met vlees en/of groenten) en een variëteit aan salades, brood en dranken.

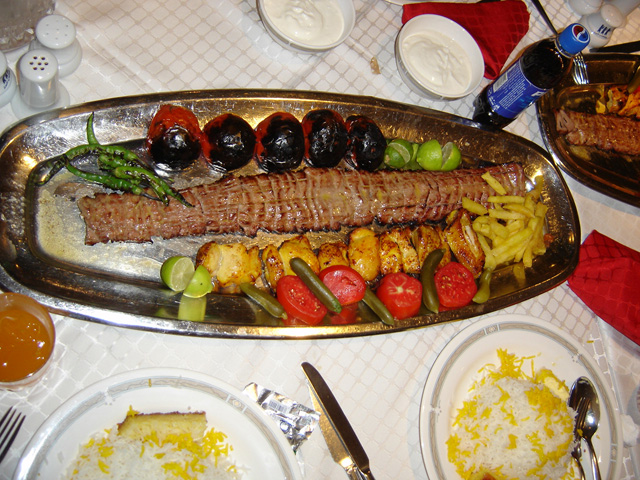
Chelo kabab, Het Iraanse nationale gerecht
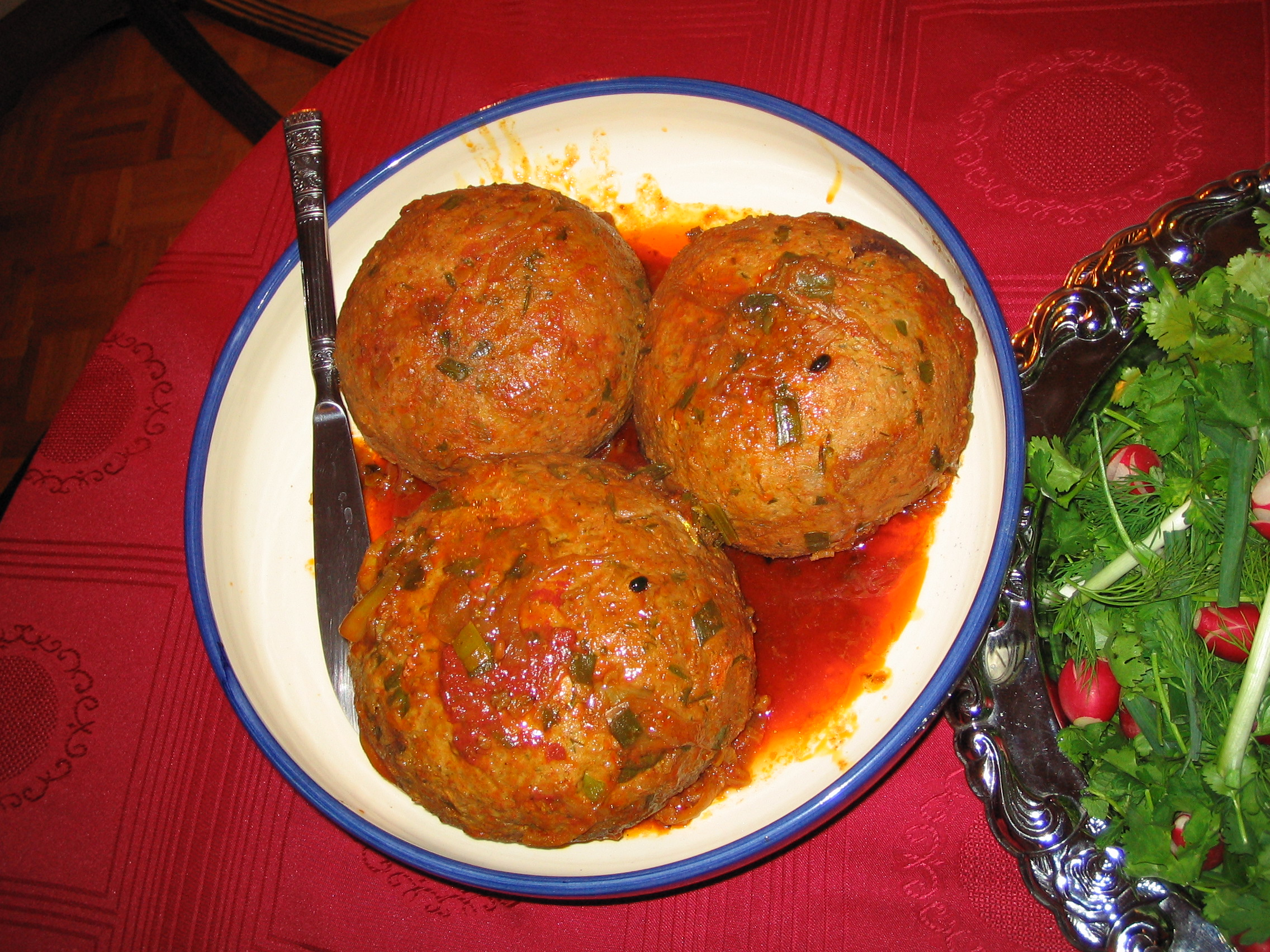
Köfte
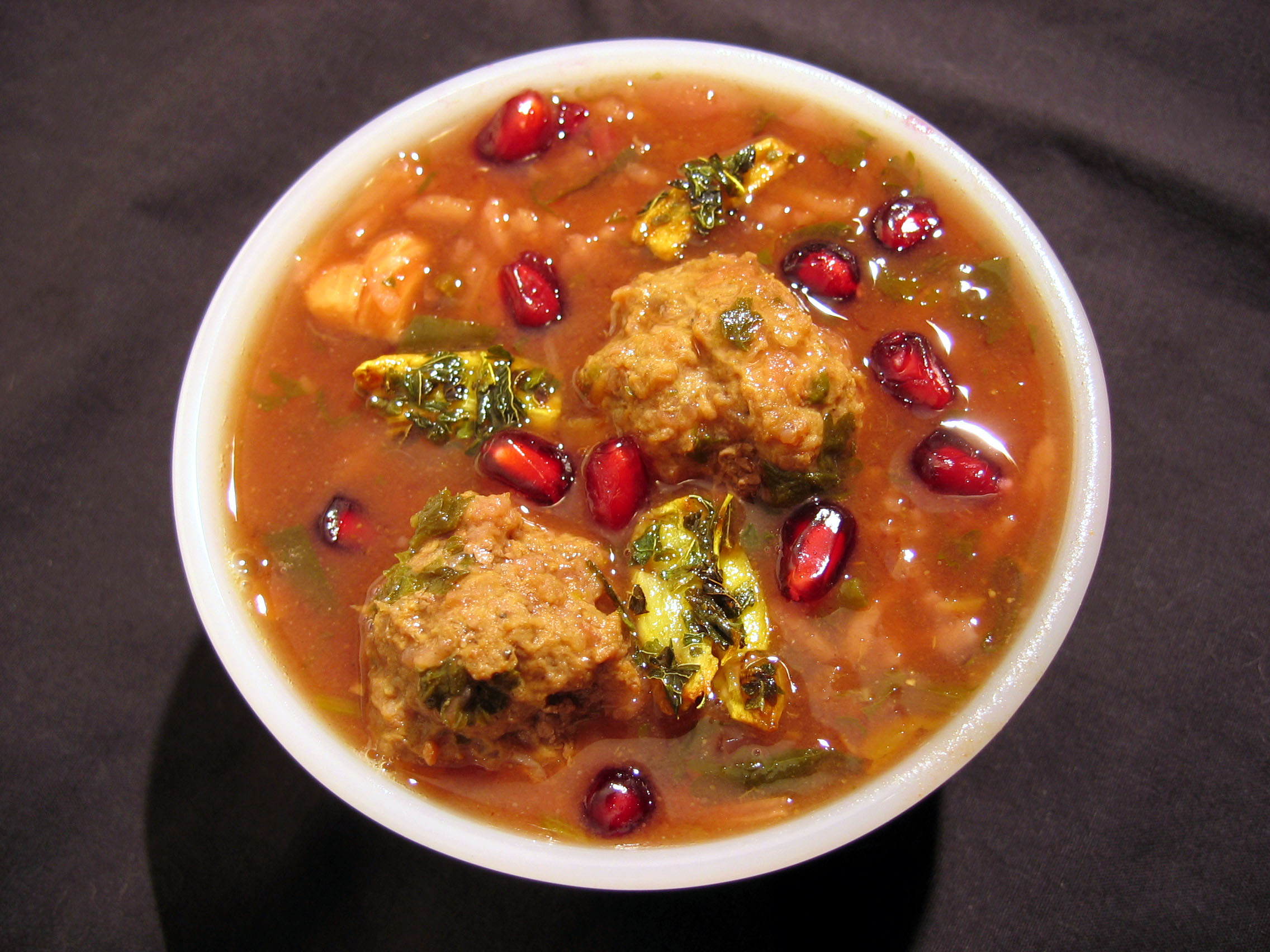
Āsh-e anār Granaatappelsoep
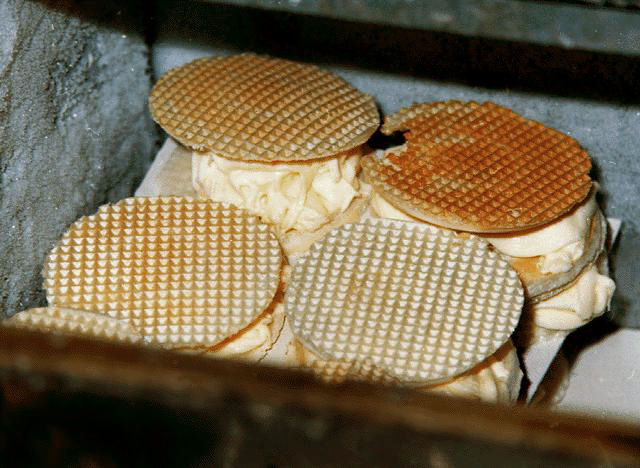
Perzisch ijs

## Verwante keukens
- Armeense keuken
- Azerbeidzjaanse keuken
- Georgische keuken
- Turkse keuken